# Chiqueiro
A aldeia do Chiqueiro, integrante da rede das Aldeias do Xisto é a mais pequena aldeia de entre as sete da Serra da Lousã. Integra a União de freguesias de Lousã e Vilarinho.
O Chiqueiro é uma das poucas aldeias que tem ainda gado caprino e por se encontrar num ponto elevado tem uma panorâmica pitoresca.
A aldeia envolvida por uma frondosa vegetação é delimitada por dois pequenos cursos de água.

## Património
- Capela de Nossa Senhora da Guia.